# Râul Kurbağalıdere
Râul Kurbağalıdere, cunoscut și drept Kușdili, este unul dintre principalele râuri care se varsă în Marea Marmara de pe partea asiatică a Istanbulului. Are o lungime de aproximativ 9 km și izvorăște aproape de Küçükbakkalköy, districtul Atașehir, la poalele Muntelul Sfântului Auxenție.